# Burnin’ (singel Daft Punk)
Burnin’ – jest to instrumentalny utwór francuskiego duetu Daft Punk, pochodzący z debiutanckiej płyty Homework. Był to trzeci singel z albumu, wydany w 1997 roku. Teledysk do utworu został wyreżyserowany przez Seba Janiaka. Później powstał remiks piosenki zatytułowany "Extravaganza", stworzony przez koreański zespół BanYa.  Elementy "Burnin’" zostały połączone z piosenką "Too Long" na koncertowym albumie Daft Punk Alive 2007.

## Spis utworów

### 5-Track UK 12"
1. "Burnin’" (Ian Pooley "Cut Up" Mix) – 5:20
2. "Burnin’" (Slam Mix) – 6:48
3. "Burnin’" (Original Mix) – 6:53
4. "Burnin’" (DJ Sneak "Mongowarrior" Mix) – 10:22
5. "Burnin’" (DJ Sneak Main Mix) – 9:10

### CD/EP
1. "Burnin’" (Edit Version) – 3:48
2. "Burnin’" (Ian Pooley "Cut Up" Mix) – 5:20
3. "Burnin’" (Slam Mix) – 6:48
4. "Burnin’" (Original Mix) – 6:53